# George Washington Snow
Pour les articles homonymes, voir Snow.
George Washington Snow est un ingénieur américain né le 10 septembre 1791 à Keene (New Hampshire), inventeur de la construction à ossature croisée dite « balloon frame », ou « charpente-ballon ».

## Biographie
Il est issu d'une famille dont les origines remontent aux premiers immigrants. D'un caractère instable, il quitte la ferme paternelle pour aller à New York avant d'atteindre Détroit avec sa femme. Lorsque le 12 juillet 1832 il rejoint Chicago après avoir traversé l'État du Michigan dans des conditions rudimentaires, en canot, aidé d'un guide indien, Chicago n'est alors peuplée que de 250 habitants. G.W Snow s'y fixe et prend une part active à l'administration communale, occupant le premier les fonctions de collecteur d'impôts et d'arpenteur lorsqu'en 1833 Chicago devient une ville. En 1849, il est élu conseiller municipal et administrateur du service de drainage, devenant même commandant des sapeurs-pompiers.

## Sources
- S. Giedion, Espace, temps, architecture, tome 2, Vers l'industrialisation, édition Dénoël, 1978[source insuffisante]